# STS-51F
STS-51F e деветнадесетата мисия на НАСА по програмата Спейс шатъл и осми полет на совалката Чалънджър. Основния полезен товар на мисията представлявал лабораторния модул Спейслаб 2.

## Екипаж

### Основен екипаж
| Пост                           | Астронавт                             |
| ------------------------------ | ------------------------------------- |
| Командир                       | Чарлс Фулертън втори космически полет |
| Пилот                          | Рой Бриджес първи космически полет    |
| Специалист на мисията 1        | Стори Мъсгрейв втори космически полет |
| Специалист на мисията 2        | Антъни Инглънд първи космически полет |
| Специалист на мисията 3        | Карл Хенице първи космически полет    |
| Специалист по полезния товар 1 | Лорън Актън първи космически полет    |
| Специалист по полезния товар 2 | Джон Бартоу първи космически полет    |

- Броят на полетите е преди и включително тази мисия.

### Дублиращ екипаж
| Пост                           | Астронавт     |
| ------------------------------ | ------------- |
| Специалист по полезния товар 1 | Джордж Саймън |
| Специалист по полезния товар 2 | Даян Принц    |

## Полетът
Първоначално старта на мисията е определен за 12 юли. 3 секунди преди самия старт изстрелването е отменено поради технически проблем. Отложено е за 29 юли и отново забавено с 97 минути. Третият опит е успешен, но 5 минути и 45 секунди след старта изключва основния двигател поради повреда на термичен датчик. Малко по-късно това става и с втория основен двигател. Благодарение бързата реакция на екипа, ръководещ полета совалката не влиза в режим на „аварийно прекратяване на полета“ и с непредвидимите си последици и совалката излиза на по-ниска от планираната, но стабилна орбита. Това изисква преразглеждане и преизчисляване на всички параметри на мисията. Основната и цел са експерименти с европейската лаборатория Spacelab – 2, която се състои от модули, разположени на 3 отделни палета. Експериментите са в областта на биологията, плазмената физика, астрономията, астрофизиката, слънчева и атмосферна физика и други.
По време на полета А. Инглънд провежда втората аматьорска радиоемисия от космоса. Проведен е и рекламен експеримент от Пепси и Кока-Кола за оценка на опаковките им за космоса (газираните напитки в космоса буквално кипят).
Совалката „Чалънджър“ се приземява на 6 август 1985 г. в 19:45:26 UTC в базата на ВВС „Едуардс“ в Калифорния. Кацането е забавено със 17 обиколки в сравнение с планираното поради по-ниската орбита. Совалката се завръща в космическия център „Кенеди“ 11 август 1985 година.

## Параметри на мисията
- Маса:
  - При излитане: 114 693 кг
  - При кацане: 98 309 кг
  - Маса на полезния товар: 16 309 кг
- Перигей: 312,1 км
- Апогей: 321,1 км
- Инклинация: 49,5°
- Орбитален период: 90.9 мин.

## Галерия
- Поглед към товарния отсек на совалката.
- Поглед към друг от експериментите, проведени по време на полета.